# Movistar (Uruguay)
Movistar Uruguay (legalmente Telefónica Móviles del Uruguay S.A.) es una operadora de telecomunicaciones filial de millicom.

## Historia

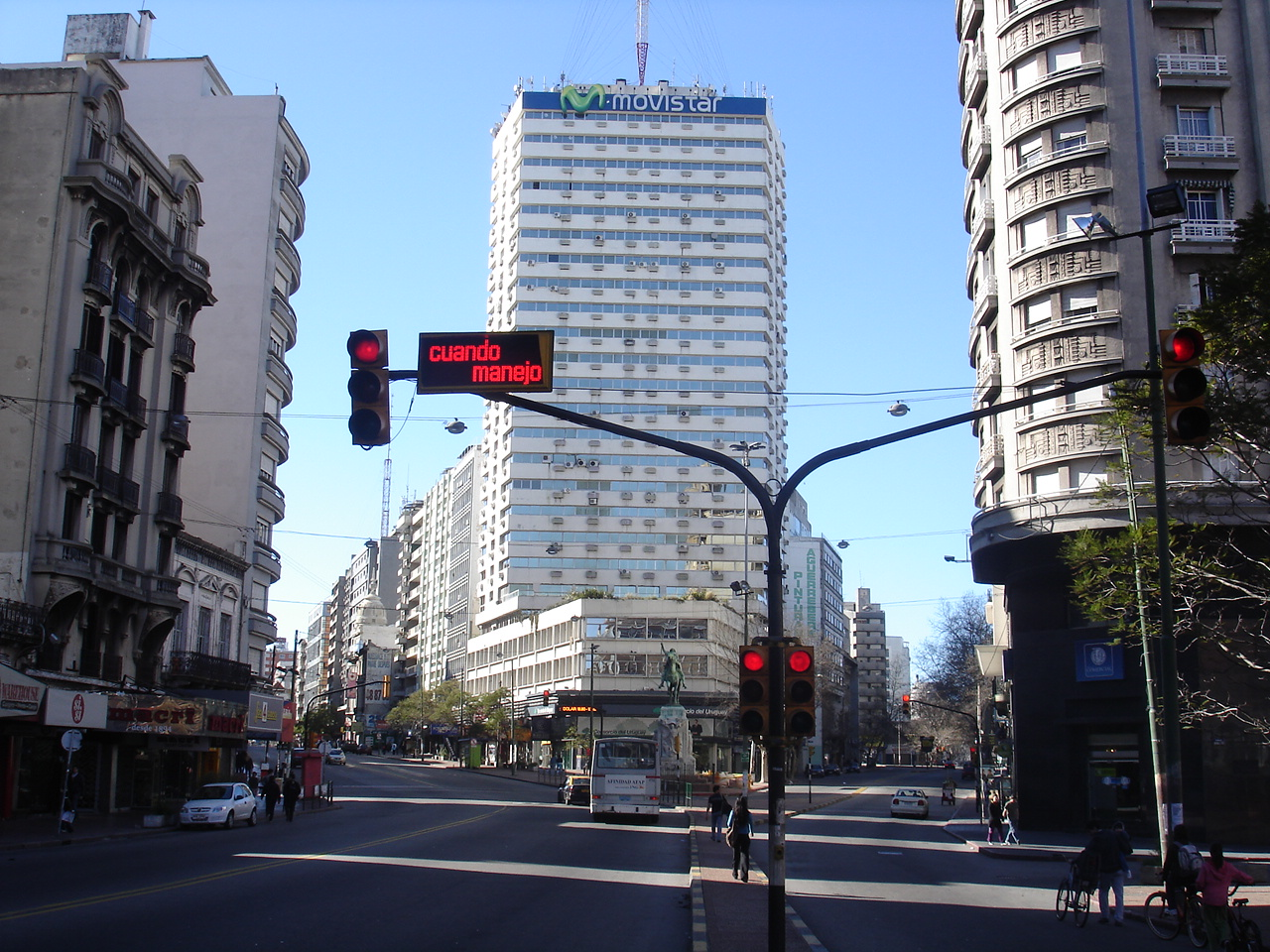
Torre del Gaucho y publicidad de Movistar

En 1991 comienza a operar  «Movicom»  como el primer operador privado de telefonía móvil en Uruguay. 
En 2005 la compañía es adquirida por Telefónica quien comienza a operar bajo su marca comercial «Movistar». 
Este sería el segundo intento de Telefónica de operar en el país, dado que en años anteriores había intentado operar servicios de telefonía fija, además de mostrarse interesado en adquirir la estatal Antel, de haber sido privatizada. 
Privatización que no prosperó debido al referéndum de 1992.
Con su llegada instaló sus oficinas centrales en la Torre del Gaucho, en el barrio del Cordón. 
Posteriormente se adquirió el antiguo edificio de la Compañía Saint en el Reducto, donde se ubicaron las instalaciones de la Fundación Telefónica.